# Насибов, Марифат Ахмед оглы
 Марифат Ахмед оглы Насибов (азерб. Mərifət Əhməd oğlu Nəsibov; 22 мая 1972, Мазам, Газахский район — 28 января 1992, Кушчу-Айрум, Газахский район) — военнослужащий Вооружённых сил Республики Азербайджан, Национальный Герой Азербайджана (1992).

## Биография
Родился Марифат Насибов 22 мая 1972 года в селе Мазам, Газахского района Азербайджанской ССР. В 1979 году Марифат поступил на обучение в сельскую среднюю общеобразовательную школу. В 1989 году завершил обучение в средней школе села Ашагы Аскипара. В 1990 году по направлению Газахского районного военного комиссариата получил профессию водителя. В том же году был призван на срочную военную службу в ряды Вооружённых сил Советского Союза. Отслужив год в Советской Армии, он возвратился на родину. В это время армяно-азербайджанский конфликт перешёл в стадию военных столкновений. Марифат добровольно записался в Национальную армию.
Насибов с первого дня службы в армии Азербайджана принимал активное участие в защите суверенитета республики. Являлся примером мужества и самоотверженности. Принимал участие в боевых действиях на приграничных территориях Азербайджана. 28 января 1992 года в окрестностях села Кушчу-Айрум Газахского района в ходе вооружённого столкновения с силами противника получил смертельное ранение. Погиб в бою.
Женат не был.

## Память
Указом Президента Азербайджанской Республики № 833 от 7 июля 1992 года Марифату Ахмед оглы Насибову было присвоено звание Национального Героя Азербайджана (посмертно).
Похоронен в родном селе Мазам Газахского района.
В парке имени Гейдара Алиева в Газахском районе был сооружён булаг названный именем Национального Героя Азербайджана.
В 2013 году о нём был снят документально-художественный фильм «Орлиное гнездо», рассказывающий также о жизненном и боевом пути двух других национальных героев из Газахского района — Рафике Алыджанове и Шамое Чобанове.
В 2015 году студией “IZ Production” был снят художественно-документальный фильм «Кровь до смерти» о трёх героях, родившихся в Газахе и Агстафе — Марифате Насибове, Рафике Алыджанове и Шамое Чобанове. Экранизация рассказывает об их боевом пути, содержит воспоминания близких друзей, членов семьи и родственников.